# Дубівка (Полтавський район)
Дубі́вка — село в Україні, у Зіньківській міській громаді Полтавського району Полтавської області. Населення становить 121 осіб. До 2019 орган місцевого самоврядування — Зіньківська міська рада.

## Географія
Село Дубівка розміщене за 1 км від правого берега річки Грунь, вище за течією на відстані 2 км розташоване село Шенгаріївка, нижче за течією примикає село Хмарівка, на протилежному березі — села Проценки та Дуб'яги. Примикає до села Велика Пожарня.

## Історія
У Національній книзі пам'яті жертв Голодомору 1932—1933 років в Україні перелічено 8 жителів села, що загинули від голоду.
12 червня 2020 року, відповідно до розпорядження Кабінету Міністрів України № 721-р «Про визначення адміністративних центрів та затвердження територій територіальних громад Полтавської області», село увійшло до складу Зіньківської міської громади.
19 липня 2020 року, в результаті адміністративно - територіальної реформи та ліквідації Зіньківського району, село увійшло до складу новоутвореного Полтавського району Полтавської області.

## Населення

### Мова
Розподіл населення за рідною мовою за даними перепису 2001 року:
| Мова       | Кількість | Відсоток |
| ---------- | --------- | -------- |
| українська | 120       | 99.17%   |
| російська  | 1         | 0.83%    |
| Усього     | 121       | 100%     |